# Шевченко Григорій Ілліч
Григорій Ілліч Шевченко (16 листопада 1913 рік, село Мошорине Олександрійського повіту Херсонської губернії (нині — Новопразького району Кіровоградської області) — 1979 р., Дніпропетровськ) — краєзнавець і музеєзнавець.

## Біографія
Народився 16 листопада 1913 року у селі Мошорине Олександрійського повіту Херсонської губернії (нині — Новопразького району Кіровоградської області). Походив із бідної селянської родини. Батько помер 1921-го, а мати 1947-го року.
З 1921 по 1924 роки знаходився у дитячому будинку, а з 1921 по 1929 роки навчався у Шабліно-Знаменській семирічній школі, з 1929 по 1931 роки — у Кіровоградській профтехшколі.
Вищу освіту почав здобувати 1931 році у Криворізькому педагогічному інституті на історико-економічному факультеті. У 1934 році, у зв'язку з реорганізацією закладу, був переведений до Запорізького державного педагогічного інституту, і закінчив його у липні 1935 року, отримавши спеціальність «викладач економічних дисциплін у середніх школах». Дипломна робота мала назву: «Зубожіння пролетаріату за загальної кризи капіталізму».
Працювати почав одночасно з навчанням: у 1933—1934 роках працював викладачем на робітфаці при педінституті в Кривому Розі, а в 1934—1935 роках викладачем в автошколі при заводі № 29 у Запоріжжі. Після закінчення педінституту Григорій Шевченко за розподіленням потрапив до м. Тирасполя, де працював аж до початку війни вчителем історії та географії в середніх школах і педагогічному училищі.

## Друга світова війна
Мобілізований у діючу армію 14 липня 1941 року. Спочатку, до травня 1942 року, служив політруком роти та начальником клубу в 133-му автотранспортному батальйоні 33-го Району автомобільного базування (РАБ) 2-ї Повітряної армії. З травня 1942 року по жовтень 1943 року — був «політичним контролером вузла зв'язку» 33-ї окремої роти зв'язку 33-го РАБ, перебував на Південному, Південно-Західному, Воронезькому, Степовому фронтах. Отримав військове звання лейтенанта в 1942 році. У жовтні 1943 р. отримав важке поранення і місяць лікувався в евакогоспіталі № 5545 у м. Харкові. З листопада 1943 по січень 1944 років — значився у резерві в 61-му Запасному офіцерському полку.
У січні 1944 року Шевченко переїхав до Дніпропетровська. З січня 1944 р. по вересень 1945 р. був заступником командира з політичної частини батальйону «№ 405 МПВО» Міністерства внутрішніх справ. Звільнився з армії за станом здоров'я 13 листопада 1945 р.
Під час бойових дій отримав поранення та став інвалідом війни II групи. 16 жовтня 1943 р. він був контужений із втратою слуху на обидва вуха на аеродромі поблизу міста Гадяч Полтавської області. До кінця життя постійно турбували старі рани.

## Історичний музей і краєзнавство
Працював у Дніпропетровському історичному музеї 19 років (з перервою): з травня 1952 р. по січень 1959 р., та з квітня 1963 р. по квітень 1975 р. З 1952 р. займав посади наукового співробітника та з лютого 1955 р. — завідувача відділу історії радянського періоду.
У 1960—1963 роках працював старшим інструктором відділу облуправління зв'язку «Союздрук».
З 16 квітня 1963 р. по 28 квітня 1975 р. Шевченко працював заступником директора історичного музею з наукової роботи.
З 1960-х років під науковим керівництвом Шевченка розпочалося систематичне видання каталогів музейних колекцій, що стало якісно новим етапом науково-дослідної, фондової та видавничої роботи музею. Зокрема, у 1963 р. видано випуск I «Кераміка», який містив 686 предметів, текстовий опис і великі за обсягом ілюстративні матеріали, фото частини експонатів і таблиці марок кераміки. Випуск II, каталог «Нумізматика» виданий у 1965 р. У 1967 р. за редакцією Г. І. Шевченка видано випуск III каталог «Зброя» (всього 369 предметів) із великим додатком ілюстративних таблиць.
Також взяв участь у створенні двох путівників по музею, які вийшли друком у 1966 та 1971 роках. Він редагував путівник 1966 р. і був співавтором путівника 1971 р.
Шевченко належав до типу краєзнавців і музейних діячів, не тільки збирачів старожитностей, а й популяризаторів історії міста та краю.

## Упорядник путівників
У 1966 р. вийшов друком путівник «Днепропетровск», підготовлений вже трьома авторами — Г. Ф. Ватченко, О. М. Огризкіною, Г. І. Шевченком. У 1967 р. виходить путівник «Вулиці і площі Дніпропетровська» — перший досвід нарисів з історії окремих історичних магістралей міста.
Путівник «Днепропетровск» 1970 року видання вигідно вирізняється від путівників 1956, 1959 та 1966 років як обсягом, так і способом подачі матеріалу.
Путівник «Днепропетровск» 1974 року здобув широку популярність і отримав два перевидання (1976 та 1979 рр.).
У 1976 році до ювілею міста підготовлено не тільки перевидання путівника «Днепропетровск», а й прекрасно оформлену книжечку мініатюрного формату «Вехи истории». Це перша в історіографії спроба створити короткий літопис-хронологію міста.
Шевченко брав активну участь в роботі обласної редакційної колегії з підготовки томів знаменитого видання «Історія міст і сіл Української РСР». Це видання, яке стало вершиною краєзнавчої діяльності в Україні другої половини XX століття, отримало два видання — українською (1969 р.) та російською (1977 р.) мовами.

## Останні роки життя
1975—1976 рр. — працював у ДІІТі старшим інженером науково-дослідного сектора. Займався розробкою тематичного плану майбутнього музею при навчальному закладі.
З 1979 року розпочав збирати матеріал для музею.
1979 — помер після тяжкої хвороби.
Перелік державних нагород: орден Червоної Зірки, медалі «За победу над Германией», «За оборону Сталинграда», «За оборону Кавказа», ювілейні — до 100-річчя від дня народження В. І. Леніна, 20 років Перемоги тощо.

## Сім'я
Дружина — Тюріна Валентина Петрівна, 1922 р. н. Сестра — Кравцова Ганна Гаврилівна.